# ویلیام وب (ورزشکار)
ویلیام وب (انگلیسی: William Webb; ۱۹ نوامبر ۱۸۸۲ – تاریخ ورودی نامعتبر است) بوکسور اهل بریتانیا بود.